# Pico Chambe
Pico Chambe es un pico en el país africano de Malaui con una elevación de 2.385 metros. Se trata de la montaña más alta de África Central. Un camino escarpado ofrece una gran vista de todo el sur de Malaui y Mozambique, en un día claro. La meseta en la parte superior es parte del bosque de cedro Mulanje.